# Johann Jacob Gottlieb Scherbius

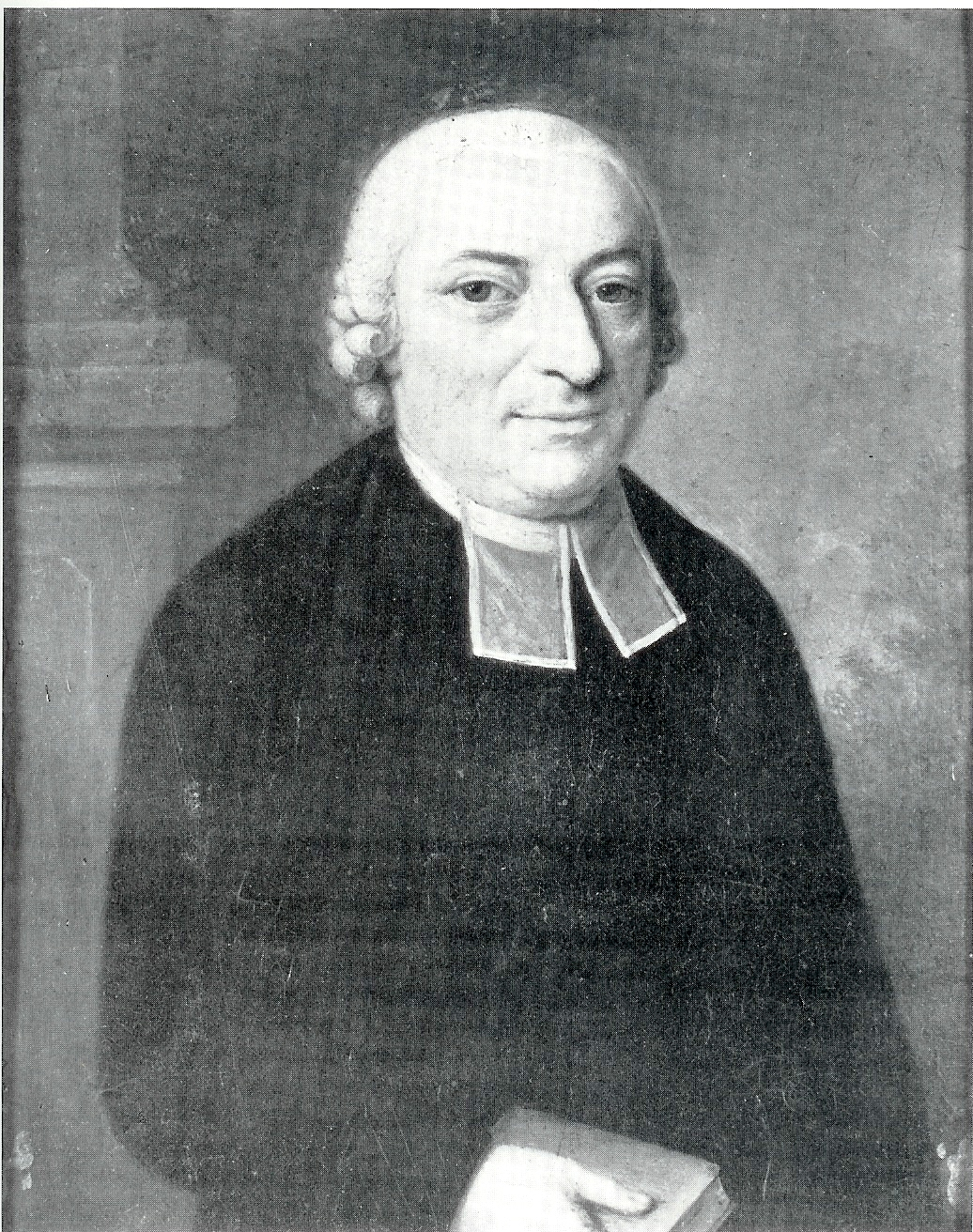
Johann Jacob Gottlieb Scherbius, der Lateinlehrer Goethes.

Johann Jacob Gottlieb Scherbius (* 28. Dezember 1728 in Frankfurt am Main; † 27. Oktober 1804 ebenda) war ein deutscher Lehrer und Schulleiter türkischer Abstammung.

## Herkunft
Der Vater von Scherbius, ein Türke mit Namen Pery Cherbi, wurde als dreijähriger Knabe 1687 auf dem Schlachtfeld zwischen Belgrad und der Festung Palotta neben seinem toten Vater aufgegriffen und für 15 Gulden an einen Wiener Briefträger verkauft. Über mehrere Hände, so über den Nürnburger Buchhändler Johann Georg Endter, kam Pery Cherbi zum Rektor der Universität Altdorf Georg Richard Kammer, der ihn nach einjähriger Unterrichtung im Christentum am 18. Juni 1690 in Nürnberg öffentlich auf den Namen Georg Gottlieb taufen ließ und ihm anschließend eine Ausbildung zum Buch- und Kupferdrucker ermöglichte. Georg Gottlieb (Pery) Scherbius ließ sich nach 1720 in Frankfurt nieder.

## Leben
Johann Jacob Gottlieb Scherbius wurde am 28. Dezember 1728 als Sohn des türkischstämmigen Buch- und Kupferdruckers Pery Scherbius in Frankfurt geboren. Johann Jacob Scherbius studierte in Jena und Leipzig Theologie. Da der protestantische Kandidat der Theologie zunächst keine Anstellung fand, kehrte er nach Frankfurt zurück und verdingte sich als Privatlehrer. Von besonderem Interesse ist seine dreijährige Tätigkeit als Hauslehrer im Haus der Familie Goethe vom November 1756 bis Februar 1760, in der er die Kinder Johann Wolfgang und Cornelia für 50 Kreuzer monatlich in Latein und Griechisch unterrichtete. In den Juvenilia Goethes sind seine Anmerkungen zu Goethes Übungen erhalten geblieben. Ein weiter bedeutender Privatschüler von Scherbius war der Forstwirtschaftler und Politiker Carl Heinrich Georg von Heyden.
Inzwischen war Scherbius 1758 zum Praeceptor am Frankfurter Gymnasium ernannt worden. Am 14. August 1758 heiratete der Löbl. Gymnasii tertiae Classis Collega die Jungfer Anna Catharina Elisabetha Collenberg. Aus dieser Ehe ging der Sohn Johann Justus Scherbius (1762–1827) hervor. Am 7. Dezember 1765 starb Scherbius’ erste Frau. Am 3. August 1766 heirate der Witwer Catharina Elisabetha Bachmann. Die zweite Ehe bestand bis 1800. Von 1766 bis 1798 war Scherbius Prorektor des Gymnasiums und hatte damit eine leitende Funktion mit eigenen Befugnissen inne. Am 27. Oktober 1804 starb der emeritierte Prorektor des Gymnasiums Johann Jacob Gottlieb Scherbius in Frankfurt.

## Johann Jacob Gottlieb Scherbius in der Literatur
Friedrich Karl Ludwig Textor  verfasste 1794 das erste Theaterstück in der Frankfurter Mundart mit dem Titel Der Prorector, dessen Titelheld eine Karikatur seines Lehrers Scherbius darstellt.